# Eckhard Rebhan
Eckhard Rebhan (* 31. Oktober 1937 in Nürnberg) ist ein deutscher theoretischer Physiker.
Rebhan studierte ab 1956 Physik an der Universität Erlangen und ab 1959 an der Ludwig-Maximilians-Universität München mit dem Diplom 1963 und der Promotion in München 1965. Ab 1963 war er am Max-Planck-Institut für Physik in Garching bei München, wobei er ab 1970 auch Vorlesungen an der Universität München hielt. 1968/69 war er am Courant Institute in New York. Von 1977 bis zur Emeritierung 2003 war er Professor für theoretische Physik an der Heinrich-Heine-Universität Düsseldorf.
Er war Gastprofessor an der University of British Columbia (1995) und Gastwissenschaftler an der Freien Universität Brüssel, der University of Texas at Austin, dem Joint European Torus in Culham und an der Brown University.
Er befasste sich vor allem mit Plasmaphysik und Magnetohydrodynamik und schrieb darüber auch ein populärwissenschaftliches Buch. Rebhan ist seit 2004 im Arbeitskreis für Energie der Deutschen Physikalischen Gesellschaft und gab auch ein Energie-Handbuch heraus.
Von ihm stammt eine Lehrbuchreihe zur Theoretischen Physik, die bei Springer-Spektrum erschien. Er ist nicht mit dem österreichischen Physikprofessor an der TU Wien Anton Rebhan zu verwechseln, der ebenfalls im gleichen Verlag Co-Autor einer Lehrbuchreihe zur Theoretischen Physik ist.

## Schriften
- Heißer als das Sonnenfeuer, München: Piper 1992
- Theoretische Physik, 2 Bände, Spektrum Akademischer Verlag 1999, 2005
  - Band 1: Mechanik, Elektrodynamik, spezielle und allgemeine Relativitätstheorie, Kosmologie, 1999
  - Band 2: Quantenmechanik, relativistische Quantenmechanik, Quantenfeldtheorie, Elementarteilchentheorie, Thermodynamik und Statistik, 2005
- Theoretische Physik, Spektrum Akademischer Verlag/Elsevier:
  - Mechanik, Spektrum 2006
  - Elektrodynamik, 2006, Nachdruck 2015
  - Quantenmechanik, 2007
  - Relativistische Quantenmechanik, Quantenfeldtheorie und Elementarteilchentheorie, 2010
  - Thermodynamik und Statistik, 2010
  - Relativitätstheorie und Kosmologie 2012
- als Herausgeber: Energie-Handbuch, Springer 2002